# Simone Bertière
Simone Bertière, née Reissier le 7 octobre 1926 à Lyon, est une biographe et écrivaine française. Elle a été maître-assistante puis maître de conférences en littérature à l'université Bordeaux-Montaigne.

## Biographie
Élève de l'École normale supérieure de jeunes filles (promotion L1945), titulaire de l'agrégation féminine de lettres (1948), Simone Bertière a enseigné les lettres classiques en classe préparatoire, puis à l'université de Bordeaux III et à l'ENSJF.
Mariée à André Bertière, elle soutient après sa disparition inopinée en décembre 1975 sa thèse de doctorat consacrée aux Mémoires du cardinal de Retz,, ; elle renonce par là à la sienne. Elle a écrit de très nombreux ouvrages historiques : une série sur les reines de France aux Temps modernes, puis diverses monographies sur d'importants personnages du XVIIe siècle.
En outre, elle a publié en 2004 une Apologie pour Clytemnestre, laissant la parole à Clytemnestre afin d'évoquer à la première personne le regard que les auteurs, au cours des âges, ont porté sur celle qui assassina son mari Agamemnon avant d'être à son tour tuée par son propre fils, Oreste. Et, en 2009, une étude sur La trilogie des Mousquetaires chez Alexandre Dumas (en complément des éditions de ces romans pour Le Livre de Poche)
Depuis 2012, elle est membre du conseil scientifique du Figaro  Histoire.

## Télévision
Elle participe ponctuellement à l'émission Secrets d'histoire, présentée par Stéphane Bern. Elle a notamment collaboré aux numéros suivants :
- Louis XVI, l'inconnu de Versailles (2015)[10]
- Louis XIV, l'homme et le roi (2015)[11]
- La marquise de Sévigné, l'esprit du Grand Siècle (2015)[12]
- Mazarin, les liaisons dangereuses (2015)

## Récompenses et distinctions

### Prix littéraires
- Prix de la biographie de l'Académie française (2002)[13]
- Prix Pierre-Lafue (2008)

### Décorations
- Chevalier de la Légion d'honneur (2009)[14]

## Œuvres
- La Vie du cardinal de Retz, éditions de Fallois, Paris, 1990, 644 p.,  (ISBN 2-87706-091-8), (BNF 35074688) — Ouvrage récompensé par le Prix du Nouveau cercle de l'Union, le Grand Prix « Printemps » de la biographie en 1990 et par le Prix XVIIe siècle.
  - Réédition au format de poche : Librairie générale française, coll. « Le Livre de Poche », Paris, 2010, 893 p.  (ISBN 978-2-253-12757-4).
- Les Reines de France au temps des Valois : 1. Le beau XVIe siècle, éditions de Fallois, Paris, 1994, 417 p. + 16 p. de planches illustrées,  (ISBN 2-87706-204-X), (BNF 35679952)
- Les Reines de France au temps des Valois : 2. Les années sanglantes, éditions de Fallois, Paris, 1994, 496 p. + 16 p. de planches illustrées,  (ISBN 2-87706-224-4), (BNF 35719249)
  - Réédition, Les Reines de France. Le siècle des Valois, Perrin, 2022, 768 p.
- Les Reines de France au temps des Bourbons : 1. Les deux régentes — Ouvrage récompensé par le prix Chateaubriand en 1996 :
  - Première édition : éditions de Fallois, Paris, 1996, 543 p. + 16 p. de planches illustrées,  (ISBN 2-87706-276-7), (BNF 35829986)
  - Réédition au format de poche : Librairie générale française, coll. « Le Livre de poche » no 14529, Paris, 1998, 636 p. + 16 p. de planches illustrées,  (ISBN 2-253-14529-7), (BNF 36999492)
- Les Reines de France au temps des Bourbons : 2. Les femmes du Roi-Soleil — Ouvrage récompensé par le prix Hugues-Capet :
  - Première édition : éditions de Fallois, Paris, 1998, 527 p. + 16 p. de planches illustrées,  (ISBN 2-87706-327-5), (BNF 36982249)
  - Réédition au format de poche : Librairie générale française, coll. « Le Livre de poche » no 14712, Paris, 1999, 607 p. + 32 p. de planches illustrées,  (ISBN 2-253-14712-5), (BNF 37087006)
- Les Reines de France au temps des Bourbons : 3. La Reine et la favorite — Ouvrage récompensé par le Prix des lecteurs de la bibliothèque de la Ville de Paris en 1998  :
  - Première édition : éditions de Fallois, Paris, 2000, 559 p. + 32 p. de planches illustrées,  (ISBN 2-87706-389-5), (BNF 37188486)
  - Réédition au format de poche : Librairie générale française, coll. « Le Livre de poche » no 15287, Paris, 2002, 671 p. + 32 p. de planches illustrées,  (ISBN 2-253-15287-0), (BNF 38890756)
- Les Reines de France au temps des Bourbons : 4. Marie-Antoinette, l'insoumise[15] — Ouvrage récompensé par le Prix de la biographie de l'Académie française, le prix des Ambassadeurs et le prix Maison de la presse 2002 :
  - Première édition : éditions de Fallois, Paris, 2002, 735 p. + 32 p. de planches illustrées,  (ISBN 2-87706-442-5), (BNF 38816641)
  - Réédition au format de poche : Librairie générale française, coll. « Le Livre de poche » no 15572, Paris, 2003, 927 p. + 16 p. de planches illustrées,  (ISBN 2-253-15572-1), (BNF 39066791)
  - The Indomitable Marie-Antoinette, traduction anglaise par Mary Hudson, éditions de Fallois, Paris, 2014, 675 p.  (ISBN 978-2-87706-846-8)
- Le Cardinal de Retz, éditions Memini, coll. « Bibliographica. Bibliographie des écrivains français » no 20, Paris et Rome, 2000, 177 p.,  (ISBN 88-86609-25-6), (BNF 37113366)
- Apologie pour Clytemnestre - Ouvrage récompensé par le prix océanes 2005
  - Première édition : éditions de Fallois, Paris, 2003, 295 p.,  (ISBN 2-87706-490-5), (BNF 39115663)
  - Réédition au format de poche : Librairie générale française, coll. « Le Livre de poche » no 30658, Paris, 2006, 341 p.,  (ISBN 978-2-253-11526-7), (BNF 41019244)
  - Traduction en grec moderne par Maria Kekropoulou, Ekdoseis Enalios, Athènes, 2004, 336 p. (ISN 960-586-217-8).
- Mazarin, le maître du jeu — Prix de la meilleure biographie de l'année 2007 du magazine Lire - Lauréat du 32e prix de la Fondation Pierre-Lafue - sélectionné pour le Prix Essai France Télévisions 2008
  - Première édition : éditions de Fallois, Paris, 2007, 697 p. + 24 p. de planches illustrées,  (ISBN 978-2-87706-635-8), (BNF 41068600)
  - Réédition au format de poche : Librairie générale française, coll. « Le Livre de poche » no 31283, Paris, 2009, 950 p. + 24 p. de planches illustrées,  (ISBN 978-2-253-12599-0), (BNF 41453919)
- Dumas et les « Mousquetaires » : Histoire d'un chef-d'œuvre, éditions de Fallois, Paris, 2009, 301 p.,  (ISBN 978-2-87706-703-4), (BNF 42095996)
  - Réédition au format de poche : Librairie générale française, coll. « Le Livre de poche », Paris 2010, 350 p.  (ISBN 978-2-253-15689-5)
- Condé le héros fourvoyé, éditions de Fallois, Paris, 2011, 542 p. + 16p. de planches illustrées,  (ISBN 978-2-87706-777-5)
  - Réédition, au format de poche : Librairie générale française, coll. « Le Livre de poche », Paris, 2014, 836 p.  (ISBN 978-2-253-17531-5)
- Le Procès Fouquet, éditions de Fallois, Paris, 2013,333 p.  (ISBN 978-2-87706-839-0), Grand prix du livre d'histoire Ouest-France en 2014[16], éditions de Fallois, Paris, 2013, 333 p.  (ISBN 978-2-87706-839-0), Grand prix du livre d'histoire Ouest-France en 2014[16].
- Louis XIII et Richelieu : la malentente, éditions de Fallois, Paris, 2016, 462 p.  (ISBN 978-2-87706-952-6)
- Le Roman d'Ulysse, éditions de Fallois, Paris, 2017, 255 p.  (ISBN 978-2-87706-986-1)
- Henri IV et la Providence, éditions de Fallois, 2020, 336 p.  (ISBN 979-1032102466)
- Chroniques de l'Ancien Régime, éditions Perrin, 2023, 576 p.  (ISBN 978-2262104054)